# Torrice
Torrice là một đô thị ở tỉnh Frosinone trong vùng Lazio, có vị trí cách khoảng 80 km về phía đông nam của Roma và khoảng 4 km về phía đông của Frosinone. Tại thời điểm ngày 31 tháng 12 năm 2004, đô thị này có dân số 4.435 người và diện tích là 18,2 km².
Torrice giáp các đô thị: Arnara, Boville Ernica, Frosinone, Ripi, Veroli.